# Sunnyside (Washington)
Sunnyside é uma cidade localizada no estado norte-americano de Washington, no Condado de Yakima.

## Demografia
Segundo o censo norte-americano de 2000, a sua população era de 13.905 habitantes.
Em 2006, foi estimada uma população de 14.828, um aumento de 923 (6.6%).

## Geografia
De acordo com o United States Census Bureau tem uma área de
15,4 km², dos quais 15,4 km² cobertos por terra e 0,0 km² cobertos por água. Sunnyside localiza-se a aproximadamente 220 m acima do nível do mar.

## Localidades na vizinhança
O diagrama seguinte representa as localidades num raio de 24 km ao redor de Sunnyside.